# 高倉村 (岡山県川上郡)
高倉村（たかくら そん / むら）は、岡山県川上郡にあった村。現在の高梁市の一部にあたる。

## 地理
高梁川の中流右岸に位置していた。

## 歴史
- 1889年（明治22年）6月1日、町村制の施行により、川上郡田井村、飯部村（一部、字遠原以外）、近似村（一部、字大瀬八長）が合併して村制施行し、高倉村が発足[1][2]。田井、飯部、大瀬八長の3大字を編成[2]。
- 1954年（昭和29年）5月1日、川上郡玉川村・宇治村・松原村・落合村、上房郡高梁町・津川村・川面村・巨瀬村と合併し、市制施行し高梁市を新設して廃止された[1][2]。合併後は、高梁市高倉町田井・高倉町飯部・高倉町大瀬八長となる[2]。

### 地名の由来
高室山（高村山）と美倉山の各一文字を組み合わせたもの。

## 産業
- 農業[2]

## 教育
- 尋常高倉小学校が所在[2]。1901年（明治34年）修済養小学校、1908年（明治41年）高倉尋常高等小学校に改称[2]。